# Dipôle instantané
Un dipôle instantané  possède un moment électrique intrinsèque non nul, dû à une asymétrie de densité électrique. On distingue le pôle électrophile, chargé positivement, et le pôle nucléophile, chargé négativement.